# 宮本研
宮本 研（みやもと けん、1926年〈大正15年〉12月2日 - 1988年〈昭和63年〉2月28日）は、熊本県出身の劇作家である。

## 人物
熊本県宇土郡不知火町（現宇城市）生まれ。父の仕事の関係で中学時代の六年間を北京で暮らす。大分経済専門学校在学中に学徒動員。九州帝国大学経済学部卒業後、大分県の公立高校の教諭となり、続いて上京し在日本大韓人厚生会勤務を経て、法務省に勤務。法務省在職中に労働者演劇サークル「麦の会」の助言者となって演出を担当し、戯曲を執筆するようになり、演劇界に頭角を現した。実質的に処女作の「僕らが歌を歌うとき」（1957年）で職場演劇サークル内の葛藤と希望を描き、注目される。法務省勤務の関係で久保田万太郎と知り合い、作品を激賞される。「日本人民共和国」、「メカニズム作戦」で第8回岸田國士戯曲賞を受賞した。1962年法務省を退職し、職業劇作家となる。舞台だけでなく、ドラマや映画の脚本も手掛けた。
戦後三部作の「反応工程」「日本人民共和国」「ザ・パイロット」、革命四部作の「明治の棺」（初演1962年11月2日-11日、厚生年金ホール、ぶどうの会）、「美しきものの伝説」「阿Ｑ外伝」「聖グレゴリーの殉教」など1970年代前半までの作品の多くは、革命運動の中の革命党、革命指導者と民衆の矛盾を描くことが多かった。二・一ゼネストの顛末を末端組合から描いた「日本人民共和国」初演では、劇の内容に怒った日本共産党員の観客が上演中に次々と退席したという（大笹吉雄『宮本研戯曲集』第一巻解説）。
1970年代後半以降は、「からゆきさん」など男性と女性の関係を指導者と民衆の関係に見立て、女性を描くことが多くなった。また商業演劇の台本を手がけるようにもなった。少年時代を中国で過ごしたことから中国にも思い入れがあり、「阿Ｑ外伝」「夢－桃中軒牛右衛門の」「花いちもんめ」など中国と日本を描いた作品もある。「夢－桃中軒牛右衛門の」（1976年）上演にあたっては、文化大革命期の政治思潮の影響で中国大使館から干渉を受けた。
1988年肺ガンで逝去した。
文学座、青年座など新劇系劇団に作品を提供するとともに「変身」など小劇場劇団とも関わりがあった。大逆事件後の大正期知識人群像を描いた「美しきものの伝説」など、その作品は21世紀の今日まで繰り返し上演されている。

## 作品ほか
- 「日本人民共和国」
- 「メカニズム作戦」
- 「明治の柩」（芸術祭奨励賞脚本賞を受賞）
- 「阿Ｑ外伝」
- 「美しきものの伝説」
日本劇作家協会のオンデマンド出版(21世紀戯曲文庫)で入手可能。
- 「夢－桃中軒牛右衛門の」- 宮崎滔天が主人公
- 「花いちもんめ」
- 「ブルーストッキングの女たち」
- 「うしろ姿のしぐれてゆくか　漂泊の俳人 種田山頭火」ほか
- 『ドラマの書き方』（明治書院、改訂版1979）

著作集
- 『宮本研戯曲集』全6巻（白水社、1989）
- 『宮本研エッセイ・コレクション』全4巻（一葉社、2017-20）、宮本新編